# The Paxton
The Paxton, auch 540 Fulton Street, ist ein 156 m hoher Wolkenkratzer mit gemischter Nutzung im Stadtbezirk Brooklyn in New York City, Vereinigte Staaten.

## Beschreibung
Das Gebäude befindet sich im Stadtteil Downtown Brooklyn an der Südecke der Kreuzung Flatbush Avenue und der Brooklyner Hauptgeschäftsstraße Fulton Street. Ein Nachbargebäude ist jenseits der Fulton Street der Wohnwolkenkratzer The Brook. Ein Block nördlich steht der 325 m hohe The Brooklyn Tower. Wenige Meter südlich liegt die Station „Nevins Street“ der New York City Subway mit den Linien .
The Paxton wurde vom Architekturbüro Marvel Architects entworfen und von 2018 bis 2023 errichtet. Bauherr und Miteigentümer ist das Investmentunternehmen Jenel Real Estate. Der Wolkenkratzer ist 155,8 Meter (511 Fuß) hoch und hat 43 Etagen. Das Gebäude hat einen fünfgeschossigen Sockel, darüber erhebt sich etwas zurückgesetzt der Wohnturm. Das rechteckige Bauwerk besitzt an den Längsseiten eine Glas-Vorhangfassade mit hellgrauen Paneelen und an den schmalen Seiten eine Betonfassade. Im Erd- und ersten Obergeschoss befinden sich die Lobbys für Büros und Wohnungen sowie auf 3300 m² Einzelhandelsflächen. Die Etagen drei bis acht werden von Büroeinheiten mit insgesamt 9300 m² Fläche belegt. Die Etagen 9 bis 43 beherbergen 327 luxuriös ausgestattete Mietwohnungen, davon 99 mit Mietminderung. Auf dem Sockel, zugänglich von der sechsten Etage, sowie in der 43. Etage befinden sich begrünte Dachterrassen. Die Büros und Apartments haben separate Eingänge mit den Adressen „532 Fulton Street“ für den Büroteil und „540 Fulton Street“ für die Apartments.
Am 15. Oktober 2024 erwarben die globale Investmentfirma KKR & Co. und Dalan Management im Joint Venture für 235,4 Millionen US-Dollar vom bisherigen alleinigen Eigentümer Jenel Real Estate die 327 Wohnungen, die von Dalan verwaltet werden. Jenel Real Estate bleibt im Besitz der Büroeinheiten und Einzelhandelsflächen mit einer Fläche von insgesamt 12.600 m². Beim Einzelhandel ist der Hauptmieter die Musikalienkette Guitar Center, die 1800 m² im Unter- und Erdgeschoss belegt.

## Ansichten

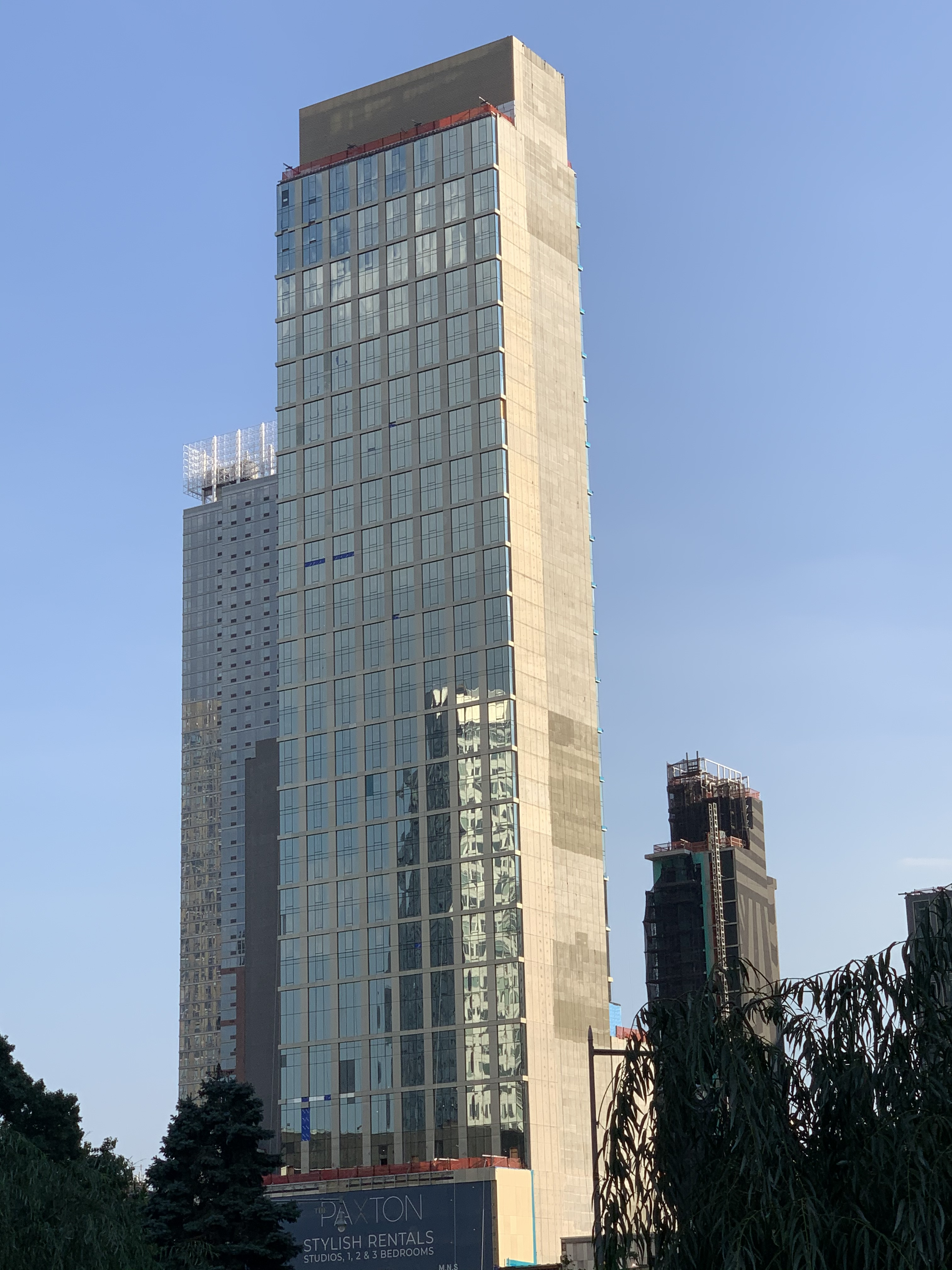
Bauphase am 25. August 2021
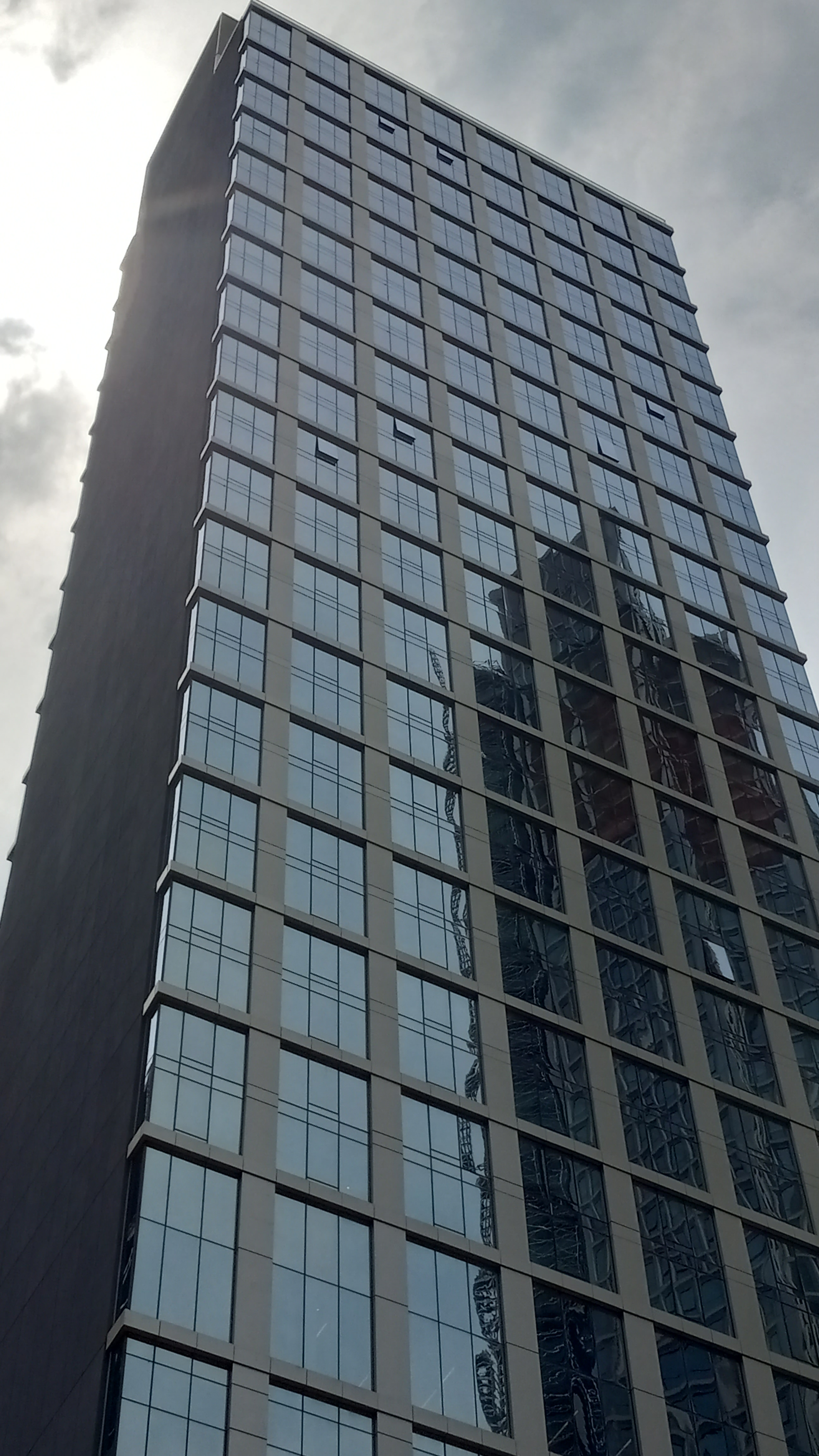
The Paxton am 20. Juli 2024
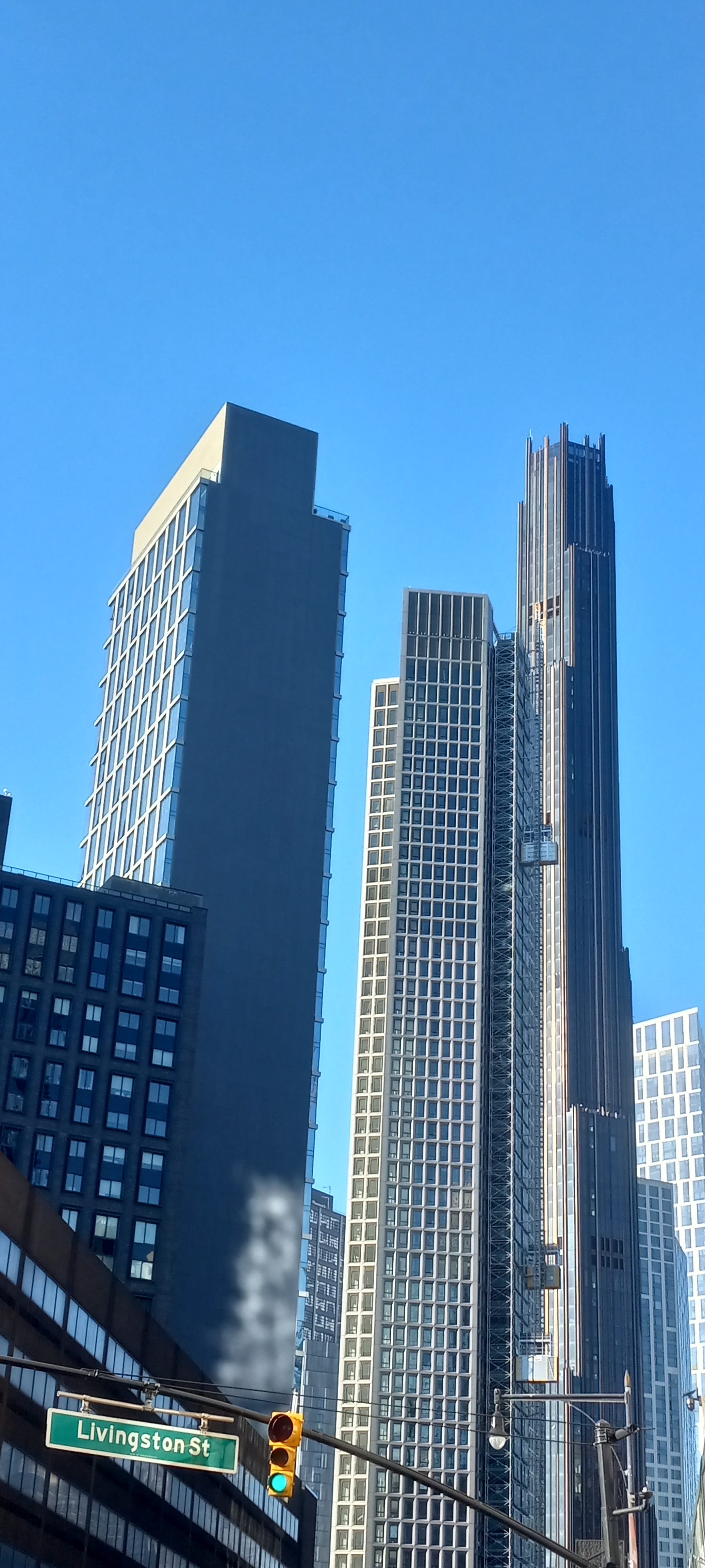
Blick auf die graue Betonfassade (links)